# تشارلز ماكاي
تشارلز ماكاي هو محامي وسياسي نيوزيلندي، ولد في 29 يونيو 1875، وتوفي في 3 مايو 1929.